# Nils Svedelius
Nils Eberhard Svedelius, född 5 augusti 1873 i Hedvig Eleonora församling, Stockholm, död 2 augusti 1960 i Uppsala församling, Uppsala, var en svensk botaniker.

## Biografi
Svedelius var son till Carl Frithiof Svedelius och blev student vid Uppsala universitet 1891, filosofie doktor där 1901, var Regnellsk amanuens vid Riksmuseets botaniska avdelning 1901–1902, blev docent i botanik vid Uppsala universitet 1902, var med smärre avbrott tillförordnad professor där 1906–1913 och var professor i botanik där 1914–1938. Han företog 1902–1903 en forskningsfärd i övervägande algologiskt syfte till Ceylon, Bortre Indien och Java.
Många av Svedelius vetenskapliga arbeten var av morfologisk-biologiskt innehåll rörande de högre växterna. Hans flesta och förnämsta arbeten var dock inom algologien och avhandlade huvudsakligen rödalgernas utvecklingshistoria och cytologi. Mycket betydelsefulla bidrag till frågan om dessa växters reduktionsdelning och generationsväxling lämnade han exempelvis i avhandlingen Ueber den Bau und die Entwicklung der Florideengattung Martensia (1908). 
Ev. Fosterlands-Stiftelsens Förlags-Epedition utgav 1919 boken "Bilder ur växtriket. Med text av Professor Nils Svedelius. 40 tavlor med 437 färglagda figurer". Boken är i stort format, ca 23 x 31,5 cm.
Svedelius blev 1921 ledamot av Vetenskapsakademien och invaldes 1944 som utländsk ledamot av brittiska Royal Society. Han är begravd på Uppsala gamla kyrkogård.